# Cube Berlin

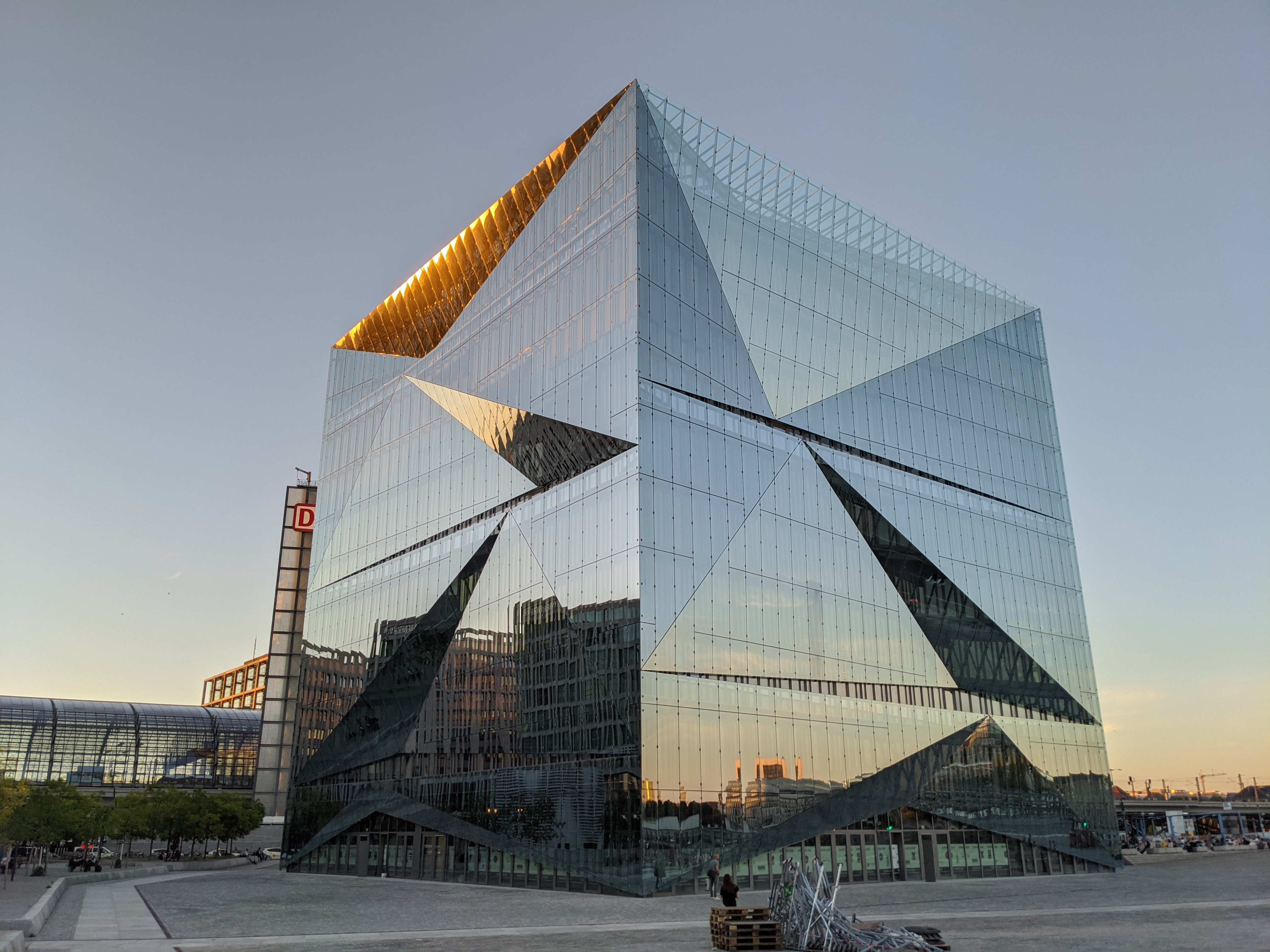
cube berlin

Der Cube Berlin (Eigenschreibweise cube berlin) ist ein würfelförmiges Bürogebäude auf dem Washingtonplatz in unmittelbarer Nachbarschaft zum Berliner Hauptbahnhof, das im Februar 2020 eingeweiht wurde. Das Gebäude ist Teil des 40 Hektar großen Stadtquartiers Europacity und schließt dessen südlichen Teil ab.

## Beschreibung

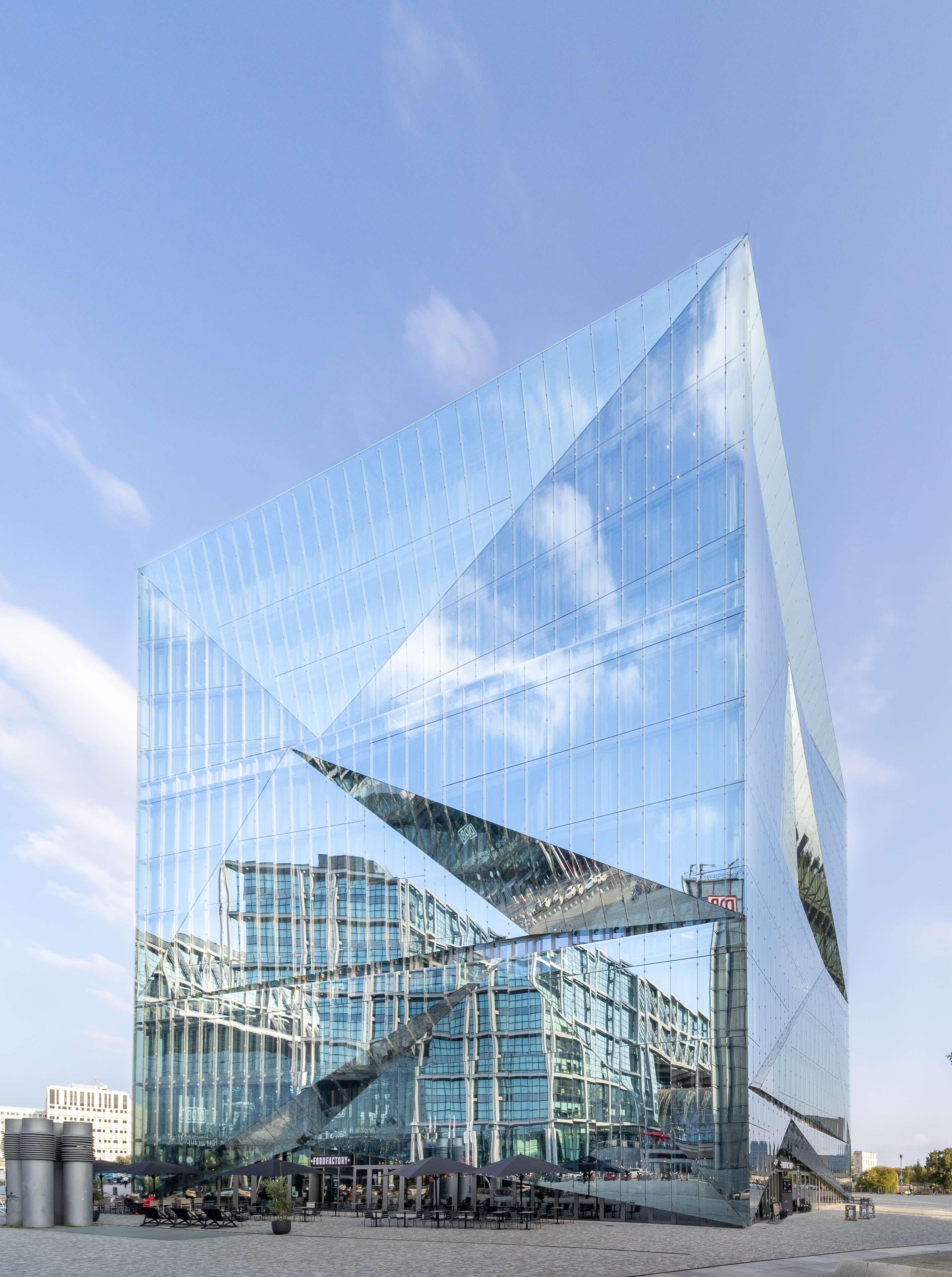
Ansicht vom Bahnhof

Das auffällige zehngeschossige Gebäude mit einer Breite, Höhe und Länge von jeweils 42,5 Metern ist gekennzeichnet durch eine nach innen gefaltete Glasfassade.
Das Innere des cube ist mit Technik ausgestattet, die auch über eine mobile App zur Öffnung der Tiefgaragenschranke und des Foyers genutzt werden kann. Über die gleiche Technik können auch Personen im Haus gefunden werden und der Fahrstuhl hält automatisch in der Etage, auf der der Nutzer sein Büro hat. Insgesamt sind 3800 Sensoren für die intelligente Steuerung verbaut.
Die vollflächig mit Falten und Knicken gestaltete Fassade spiegelt die Umgebung wie ein Kaleidoskop. Neben dem individuellen Aussehen erfüllen die Faltungen mehrere praktische Aufgaben: hinter ihnen verbergen sich auf jedem Obergeschoss kleine Terrassen, die aber nur den Mietern zur Verfügung stehen. Im Erdgeschoss ziehen auf rund 1000 Quadratmeter gastronomische Einrichtungen ein und bilden einen Teil eines öffentlichen Marktplatzes.
Die voll vermietete Fläche des Geschäftshauses beträgt 17.000 Quadratmeter, genutzt unter anderem von einer Anwaltskanzlei und von der Deutschen Bahn.
Darüber hinaus wird die bei der Sonneneinstrahlung entstehende Energie zur Kühlung der zugeführten Frischluft eingesetzt. Beschichtete Fensterscheiben verringern das Aufheizen des Inneren. Die Architekten 3XN Architects aus Kopenhagen und der Bauherr betonen, dass das cube berlin ressourcenschonend und energieeffizient ausgelegt ist.

## Geschichte
Bauträger des zu Beginn des 21. Jahrhunderts geplanten Geschäftshauses war die Firma CA Immo. Entworfen hat das auffällige Bauwerk das dänische Architekturbüro 3XN. Der Entwurf stammt aus dem Jahr 2007, 3XN gewannen einen Architekturwettbewerb. Für wesentliche Teile der Fassade, Gebäudeautomation, Lean Management und Digitalisierungsstrategie wurde Drees & Sommer beauftragt. Die Testung erfolgt in Zusammenarbeit mit der RWTH Aachen.
Die Baukosten betrugen rund 100 Millionen Euro. Die Fertigstellung verzögerte sich infolge der Finanzkrise des Jahres 2008 um viele Jahre, der Bau begann erst im Jahr 2017 und wurde im Februar 2020 beendet.